# 洪水

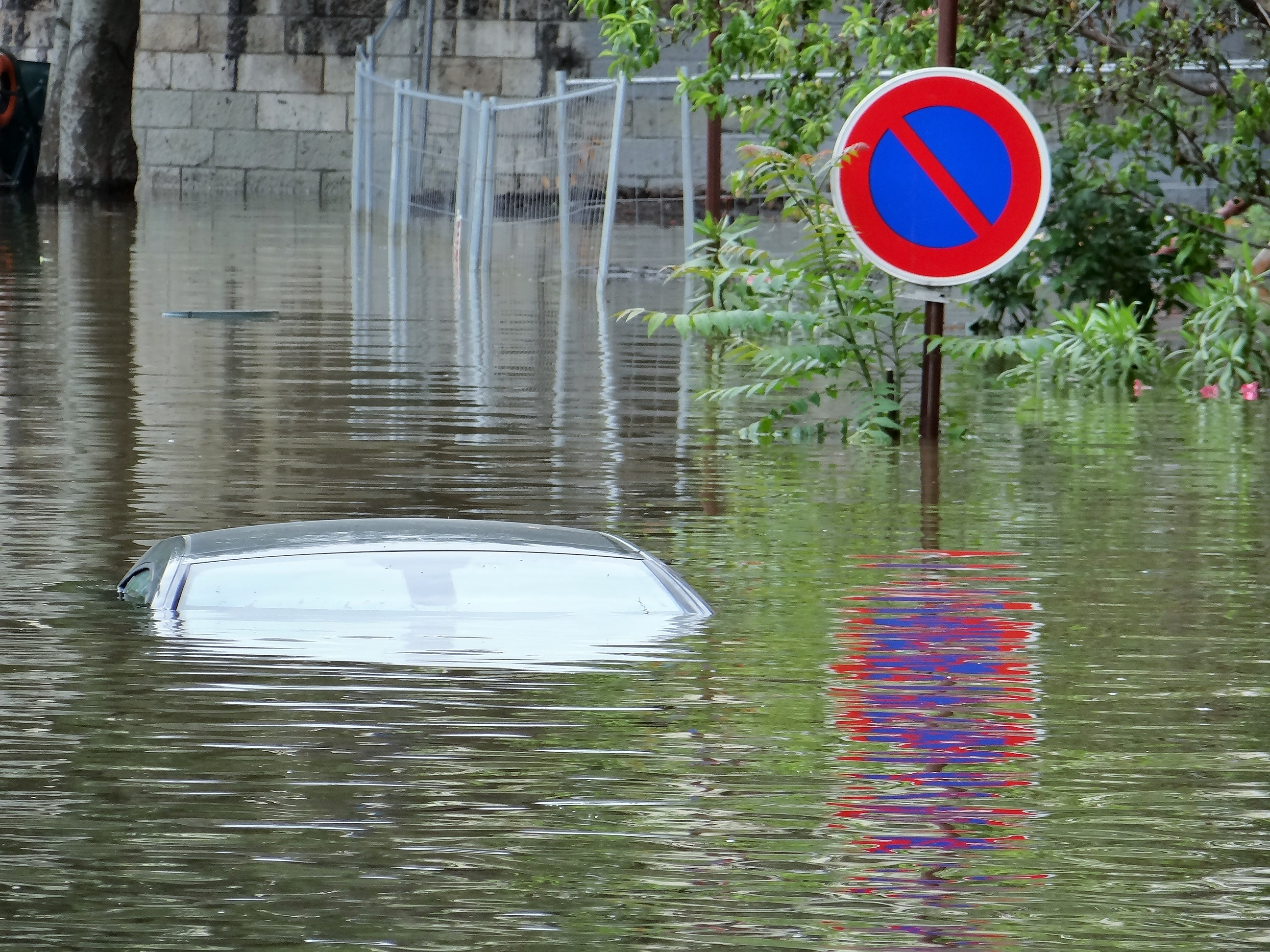
浸水し水没してしまった車（フランス・パリ、2016年）

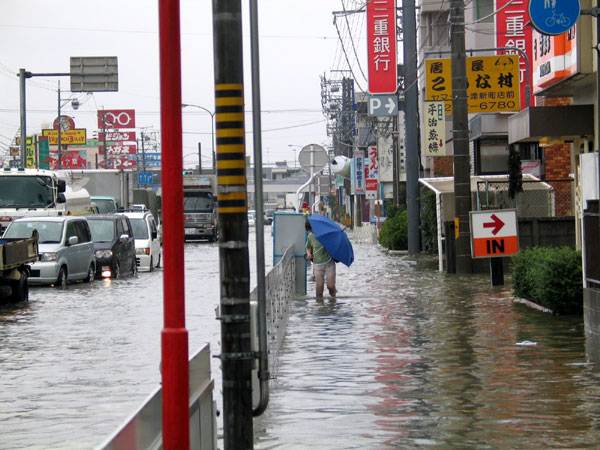
市街地の洪水。冠水した道路を車や人が行き交う（日本・三重県津市、2004年）

洪水（こうずい、英語: flood）とは、通常の境界・範囲を超え、大量の水があふれることである。特に通常は乾いている土地へと水があふれ出すことが多い。常態では水が無い陸地が水によって覆われること。河川管理上においては単純に豪雨などで水位が上昇し流速が速くなることを洪水と呼ぶことがある。日本の国土交通省の定義もこれに準じ、河川から水のあふれ出す氾濫（はんらん）は洪水のうちの一つの現象となる。一方日本国気象庁の定義においては、増水により河川敷内部、さらには堤防の外にまで水があふれ出すことを指す。

## 原因

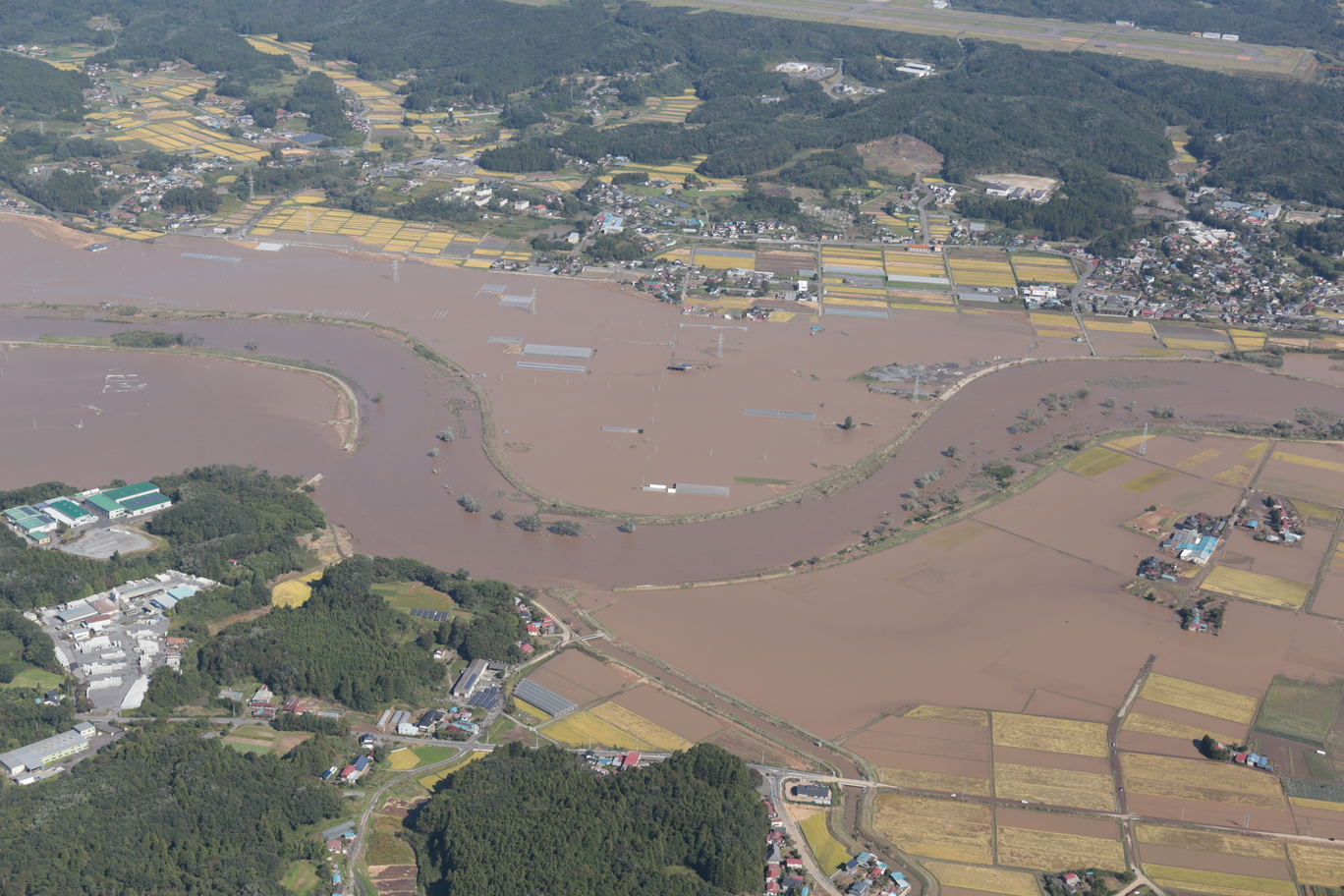
令和元年東日本台風の大雨に伴う阿武隈川の氾濫により浸水した川沿いの農地（日本・福島県、2019年）

### 河川氾濫
洪水の最も主な原因は、台風や集中豪雨、前線の停滞による大雨などによって多量の降雨が河川に集中することである。
本来自然状態においては、低地の河道は不安定であり、洪水を繰り返してきた。河川によって運ばれてきた土砂は下流部に堆積して氾濫原となり、長い年月の間に沖積低地として広い平野を形成した。本来氾濫原であるため、沖積低地は洪水の被害を受けやすく、自然状態での定住は非常に困難であったが、水利がよく肥沃な土地が広がっていることから、人類はこの低地へと進出し定着した。しかしこのため、沖積低地に定住した人類は頻繁な洪水に悩まされることとなり、さまざまな治水の試みが行われてきた。また自然状態では、幾度も繰り返された洪水の際に運ばれた土砂が河道からやや離れた地点に堆積し、微高地を形成することがある。これは自然堤防と呼ばれ、洪水の影響を受けにくいため人類が沖積低地に進出する際の居住地とされることが多かった。
河道を溢れた水が氾濫しやすい場所としては、河道の勾配が急にゆるくなる地点、河道の蛇行する地点、河道が分流または合流する地点、河道の幅が急に狭まる地点があげられる。例えば扇状地の扇端は河道の勾配が急に緩くなるため、自然状態では非常に洪水と河道変遷が起こりやすい。氾濫した水は、氾濫した先の地形に応じて広範囲に拡散したり、輪中のように堤防に囲い込まれている地点においては低地に滞留したり、大規模な洪水の場合は拡散した洪水が何十kmも流れ下って低地の堤防内に滞留することもある。また、土砂堆積量が多く、古くから堤防が築かれて河道が固定されている河川においては土砂が河道内に蓄積され、周囲の平野よりも川の水位の方が高い天井川となるが、この場合洪水が起きると水が引きにくいため大きな被害をもたらす。このほか、河道内に障害物が存在すると水位が上昇しやすくなり、なかでも河川敷に樹木が繁茂している場合は洪水時に水がせき止められ、水位上昇を顕著に引き起こす。

### 融雪・鉄砲水
積雪地では、冬季の異常な気温上昇、暖かい強風、降雨や、季節変動による春季の気温上昇により融雪を要因とする洪水が発生する。このほか、ダムやため池などの崩壊で貯留されていた水が一気に流れ下り下流に洪水をもたらすこともある。氷河地域では溶けた水が氷によってせき止められ氷河湖・氷底湖を作る場合があり、これが決壊すると同様に下流に被害をもたらす。この洪水は氷河湖決壊洪水と呼ばれ、近年の地球温暖化によって発生件数は増加傾向にある。こうした急な増水は鉄砲水と総称される。鉄砲水の被害が特に大きいのは、一度の降水量が非常に大きい砂漠地帯である。

### 内水氾濫
堤防の外側、すなわち河川敷から堤防内部の居住地域に水が溢れることを外水氾濫と呼ぶのに対し、堤防の内側、すなわち居住地域内の支川や水路で氾濫が起きることを内水氾濫と呼ぶ。
都市部においては地表のほとんどが建物やアスファルトなどによって覆われ、河道の直線化や水田の減少などにより雨水の貯留機能も落ちているため、降雨が河道へと殺到しやすく、これまで問題のなかった降雨量でも都市化によって洪水が頻発するようになった。これを都市型水害と呼ぶ。またこの洪水は河川だけでなく、排水用の水路や下水道から水が逆流して起きることも多い。都市には地下街や地下鉄など地下空間を利用した建造物が多く、ここに洪水が流入した場合大きな被害をもたらす。

## 水位変化
洪水時の水位変化は、河川の長さと勾配に大きく左右される。日本の場合においては河川の長さが短く勾配も急であるため、上流の洪水が下流に到達するのは数時間、長くても1日から2日程度がほとんどであるが、大陸の長大な河川の場合は時期が大幅にずれ、1か月から2か月後に洪水が到達することすら珍しくない。また、これに関連して、日本の洪水は低地に水が滞留してしまった場合を除けば水が引くのも早いが、大陸においては洪水が収まるまで数日、長いものでは数か月かかることもある。また、洪水時の水位変化は、上流から下流に洪水波と呼ばれる波として伝わる。

## 洪水の害
ひとたび洪水が発生すると、該当地域に大きな被害をもたらす。死亡者は溺死が多く、家屋の浸水・流出のほか、自動車などで洪水に巻き込まれ、脱出できなくなり死亡するケースも発生している。内水氾濫の場合、家屋内での被害は少なく、歩行者が冠水地域で流されたり深みにはまって溺れることによる死者が多い。死者のほか、氾濫による家屋・住民の孤立も大きな問題となる。電気や水道などのライフラインも大きな被害を受け、特に水道は復旧までに長い期間を要する。浸水した地域では汚水による汚染が広範囲に広がっており、感染症の流行も起こりやすい。さらに浸水した家財道具のほとんどは以後使用することができないため被害額が大きくなるほか、それらが災害ゴミとして多量に排出されるため周囲の空間を埋め尽くし、通行や衛生の障害となり、さらにその処理にもまた多額の費用が必要となる。
洪水が引いた後に必要となる後始末や清掃作業が、時に作業者やボランティアの安全を脅かす場合がある。それは、下水道水と混ざり合い汚染された水との接触、感電、一酸化炭素中毒、運動器に関わる負傷、熱中症や逆に低体温症、自動車などの事故、火災、溺死、危険物が晒された状態など多岐にわたる。洪水が起こった地域は混乱した状態にあり、作業者は鋭くぎざぎざになった残骸類、溢れた水に潜むバイオハザード、露出した電線、動物や人間の血液や体液そして死体など通常ではありえない影響に脅かされかねない。被害地での対処を行うに当り、作業者には安全帽やゴーグル、重労働用の軍手、ライフジャケットや防水タイプのブーツ型安全靴などの装備を計画段階で整えられる。
洪水は世界各国で大きな被害をもたらしている。1980年代後半より世界の洪水発生件数は増加傾向にあり、2000年から2017年にかけて、世界では年間平均で約8669万人が洪水の被災者となり、5424人が洪水により死亡しているが、これは死者数では地震や暴風雨、異常気温などより少ないものの、被災者数では自然災害の中で最も多い数字である。2018年には世界の洪水被災者は約3538万人、死者は2859人だった。海外では、中国の洪水が特に多い。2021年河南洪水で省都の鄭州市も大きな被害を受けた。
なお、日本における洪水被害額は、1993年から2002年の合計で外水氾濫が1.3兆円（54%）、内水氾濫が1.1兆円（46%）であり、ほぼ同値となっている。
- 浸水後に出された災害ゴミ（2018年西日本豪雨）
- 洪水により運ばれてきたごみ
- 洪水後、通行を妨げていたため道路の端に集められた流木
- 洪水流による道路舗装の損壊

## 洪水がもたらす恵み
洪水は人間の生活面や経済面に多くの破壊的影響を与える。しかし、洪水によって農地に肥沃な土壌がもたらされたり、また生態系に適度な攪乱をもたらすことで豊かな動植物相が生まれるなどの利点も存在する。
こうした洪水による恵みで最も著名なものはエジプトのナイル川流域のものである。ナイル川下流域のエジプトでは7月中旬、エチオピア高原に降るモンスーンの影響で氾濫を起こすが、このナイル川の洪水は水位の上下はあれど氾濫が起きないことはなく、鉄砲水のような急激な水位上昇もなく、毎年決まった時期に穏やかに洪水が起こった。そしてなによりも、この洪水は上流より肥沃な土壌を毎年ナイル河畔にもたらし、エジプトの豊かな農業生産を支えていた。この洪水の影響を調整するために文明が発達し、世界最古の文明であるエジプト文明が成立した。この洪水は19世紀末にいたるまでエジプトの経済を支えていたが、20世紀に入ると通年灌漑が可能となって逆に洪水はエジプト農業の障害となり、1970年のアスワン・ハイ・ダムの建設によってエジプトで洪水が起こることはほぼなくなった。
また、バングラデシュにおける洪水ではガンジス川の氾濫によって例年のように被害が報告されるが、これは大規模すぎる洪水の場合であり、適度な洪水の場合は「ボルシャ」と呼ばれ、田畑に肥沃なシルトを運んできてくれる恵みの存在であると考えられている。
乾燥地帯や亜乾燥地帯では、年間を通して降水量が不規則な中、非常に重要な水資源となる。淡水の洪水は、河川回廊の生態系を維持する重要な役目を持ち、流域の生物多様性を支える。また、洪水による氾濫は湖や川などに非常に多くの栄養素を供給し、そして捕食者が少なく栄養素に富む氾濫原が産卵に適する事もあり、数年間にわたり漁獲量を高める効果もある。ウェザーフィッシュのように洪水を使って生息域を広げる魚もいる。魚類だけでなく鳥類もまた、洪水によって引き起こされる利益を享受する。

## 破堤と応急的堤防補強
水が河道内に収まりきらなくなり、堤防を乗り越えて外に溢れ出すことを越流という。また、堤防が崩壊して一気に堤防内に水があふれ出すことを破堤という。破堤はただ単に崩壊するほかに、越流地点において上部や河道の反対側から氾濫水によって堤防が削られて崩壊することもある。この越流破堤は破堤のなかでも最も一般的なものである。
- 土嚢による浸水防止
- 釜段工
- 土嚢と止水板による地下鉄入口の応急対策

## 洪水モデル
降雨および洪水のモデル化の試みは19世紀に端を発し、以後さまざまなモデルが提案されてきた。
アメリカ陸軍工兵隊が制作した水理解析ソフトウェアHEC-RAS (the Hydraulic Engineering Centre model)は、無料で利用できる最も一般的なモデルの一つである。TUFLOWなど他のモデルでは、1Dと2D 要素を結合させ、河道から氾濫原に至る洪水の深さを導いている。波浪や河川による氾濫を面的に捉える手法は時代遅れになりつつあったが、2007年に発生したイギリスの洪水は、表層を流れる水の動きを重視する方向へ転換させた。

## 対策

### 治水
世界中の多くの国で、洪水を引き起こす可能性が高い河川は慎重な管理が行われ、堤防などの防御策が講じられる。
一般的な治水においては、上流のダムや河川の堤防によって増水した水を河道内に封じ込め、速やかに海へと流し去ることが基本的な方針となる。古くは重要地域のみを堤防で囲んだ輪中や不連続の堤である霞堤、高台に建てられた水屋なども建造されたが、やがて河川は連続した堤防で囲まれ、流域の洪水をすべて防ぐ方針がとられることとなった。しかしこの方針で河川改修が進められたことにより、それまである程度の時間をかけて流れていた水が急激に本流へと流れ込むようになり、降雨から洪水までの短時間化と河道内の流量の急増を招いた。河道改修による洪水抑制としては堤防建設のほか、河幅の拡張や流路の浚渫によって増水時の容積を確保したり、河道内の樹木伐採などによる障害物の除去、捷水路を開いて河道を直線化し増水時の流量を増やす、放水路の建設で海や別の河川への流路を開くなどの方策が存在する。東京では巨大な地下放水路を建設して洪水時の水を逃がすことが計画され、完成した首都圏外郭放水路は当該地域の洪水被害を大きく軽減した。
河道内の流量急増を緩和するには、ダムや遊水地（遊水池）などでいったん増水分を貯留することが有効である。遊水地においては水量調節機能を増強するため、遊水地を取り囲む囲繞堤を築いて普段は水が侵入しないようにしておき、河道に接する部分のみ越流堤として堤を低く建造しておいて、増水が始まると堤の低い部分から湧水調整池に水が流れ込み、洪水を防ぐなどの対策が講じられている。なお、この場合調整池の下流側には水門を築き、河道の水位が下がれば排水できるようになっている。内水氾濫の場合は地面への浸透を促進することが基本方針となるため、緑地などを広くとり浸透する面積を拡げることや、舗装を水が浸透しやすい材質のものとしたり、貯留槽を各地に設けることなどが行われる。

### 防災
洪水発生が予測される地域においては、発生時の被害範囲や被害程度を予測し地図化したハザードマップが作成される。これにより洪水発生時の予測情報が住民に周知され、氾濫危険地域への居住回避や発生時の避難ルートの把握の徹底、そして円滑な避難を行う効果が期待されている。実際に洪水が発生した場合、浸水が始まる前に早めに避難を行うことが推奨されており、周囲の浸水が始まったり夜間のため避難が危険な場合は自宅の2階などより高い場所へ移動することが推奨されている。
2010年代の日本では、全国的な洪水リスク評価とハザードマップ整備が進められた。国土交通省は、流域治水の観点から遊水地・調整池の整備、宅地開発規制の強化を実施した。

### 日本における警戒情報の告知
日本では、洪水に警戒を呼びかける情報として、基本的に気象庁が市町村ごとに出す気象警報・注意報と、気象庁と国土交通省または各都道府県が共同して各河川ごとに出す洪水予報の2種類が存在する。洪水予報は、国土交通省の管轄する一級河川が国土交通大臣との共同、それ以外の河川が都道府県との共同発表となっている。
なお、河川から堤防を越えて襲う氾濫の恐れを示すのが「洪水警報」や「洪水注意報」、堤防の外である市街地内などの増水・浸水の恐れを示すのが括弧書きの「大雨警報（浸水害）」や「大雨注意報（浸水害）」である。
2017年から、大雨警報・注意報（浸水害）の基準は雨量および表面雨量指数、洪水警報の基準は雨量および流域雨量指数を（一部で表面雨量指数も）併用している。指数は、雨水の地表での蓄積や川への流出を、地形の起伏や土地利用による差異を考慮して算出した数値。ダム制御、潮位、河川の合流、排水ポンプなどインフラの整備の影響はモデルに組み込まれていないが、過去の水害発生時の値を20年間以上精査したうえで設定していることから、気象庁は"一定程度反映できる"としている。なお、降雪・融雪の影響は正しく反映できない場合があるという。
洪水予報では、警戒事項とともに各河川の水位や流域の雨量の観測値と予測値、浸水の想定区域などを発表する。対象（洪水予報河川）はすべての一級河川および流域面積・洪水時の被害が大きな主要河川。それ以外の主要河川でも、水位を観測している河川（水位周知河川）では「水位到達情報」により避難判断水位などに達したことを通知する。これら水位や雨量などのリアルタイム情報は、国土交通省の「川の防災情報」などのウェブサイトで逐次公開されている。また気象庁のウェブサイトでは、流域雨量指数・表面雨量指数の経過・予測を洪水警報や大雨警報（浸水害）の「危険度分布」として公開しており、これは水位観測が行われていない一部の中小河川も対象となっている。
また、市町村長から住民に対して、避難を促すため状況に応じて「高齢者等避難」「避難指示」が発令されることもある。
| 警戒 レベル | 避難などの行動を促す情報                          | とるべき行動 | 自ら行動をとる際の判断に 参考となる情報                                                   |
| --- | ------------------------------------------------- | --- | ----------------------------------------------------------------------------------------- |
| レベル5 | 市町村が(可能な範囲で)発令する 「緊急安全確保」   | すでに災害が発生している。命を守る最善の行動をとるべき。                                                                                 | - 氾濫発生情報 - （ 大雨特別警報(浸水害)）                                                |
| レベル4 | 市町村が発令する 「避難指示」                     | 災害発生の恐れが極めて高い。速やかに避難先（公的な避難場所、あるいは安全なところ）へ避難するべき。                                       | - 氾濫危険情報 - 洪水警報の危険度分布が 「非常に危険」または、それを超える 「極めて危険」 |
| レベル3 | 市町村が発令する 「高齢者等避難」                 | 避難に時間を要する人（高齢者、障害者、乳幼児など）と支援者は避難を始める。その他の人は避難の準備を整え、状況に応じ自発的に避難を始める。 | - 洪水警報 - 氾濫警戒情報 - 洪水警報の危険度分布が 「警戒」                               |
| レベル2 | 気象庁が発表する 「洪水注意報」「大雨注意報」     | ハザードマップで避難経路・避難先を確かめるなど、避難行動を確認する。                                                                     | - 氾濫注意情報 - 洪水警報の危険度分布が 「注意」                                          |
| レベル1 | 気象庁が発表する 「早期注意情報」(警報級の可能性) | 災害への心構えを高める。 | ―                                                                                         |
| ―気象庁「防災気象情報と警戒レベルとの対応について」、内閣府「避難情報に関するガイドラインの改定（令和3年5月、令和4年9月更新）」より2025年4月28日時点で一部複製、改変の上作成 |                                                   | |                                                                                           |

## 過去の洪水の一覧
過去には糖蜜やビールなどの流出などによる洪水（ボストン糖蜜災害、ロンドンビール洪水）も起きた。詳細は、水以外の洪水の一覧を参照。

### 世界史上における死者数の多かった洪水のリスト
世界史上において10万人以上の死者を出した洪水は、以下のものである。
| 死者数                    | 洪水 | 場所                             | 年     |
| ------------------------- | --- | -------------------------------- | ------ |
| 2,500,000人 - 3,700,000人 | 1931年中国大洪水 | 中国                             | 1931年 |
| 900,000人 - 2,000,000人   | 1887年黄河洪水 | 中国                             | 1887年 |
| 500,000人 - 700,000人     | 黄河決壊事件 | 中国                             | 1938年 |
| 231,000人                 | ニーナ台風による板橋ダム決壊事故。洪水そのもので直接には86,000人が死亡し、洪水後の伝染病や食糧不足などで145,000人が死亡した。 | 中国                             | 1975年 |
| 230,000人                 | インド洋大津波 | インドネシアなどインド洋沿岸諸国 | 2004年 |
| 145,000人                 | 1935年長江洪水 | 中国                             | 1935年 |
| 100,000人以上             | 聖フェリックスの洪水 | オランダ                         | 1530年 |
| 100,000人                 | ハノイおよび紅河デルタの洪水                                                                                                  | 北ベトナム                       | 1971年 |
| 100,000人                 | 1911年長江洪水 | 中国                             | 1911年 |

## その他

### 神話
神話においては、かつて大洪水によって世界がほぼ滅び、生き残りによって現在の文明が再建されたという、いわゆる大洪水神話が世界各地に分布している。旧約聖書『創世記』における大洪水（ノアの方舟）もこの系譜に属する神話である。

### 最終氷期終了後の洪水
最終氷期の終了後、約1万2900年前から約1万1500年前にかけて、再び気候が寒冷化して亜氷期となったヤンガードリアス期が出現した、その理由の有力な仮説の一つに、大洪水が挙げられている。北アメリカ大陸中央部には氷河の縮小とともに巨大なアガシー湖が広がるようになっており、ミシシッピ川を通ってメキシコ湾へと注いでいたが、氷床のさらなる縮小により、現在のセントローレンス川にあたる水路が出現し、アガシー湖は決壊して北西の北大西洋に大量の淡水を一気に流し込んだ。この大量の淡水は海水に比べ比重が軽いため北大西洋の表面に広範に広がり、このため、メキシコ湾流の北上と熱の放出がストップして熱塩循環が停止し、全世界の気候を狂わせて氷期を現出したとされる。

### 軍事利用
中国において1128年に宋の将軍である杜充が金軍の南下を防ぐため、現在の河南省において黄河の南岸の堤防を決壊させた。これによって金軍の南下は食い止められたものの、多数の住民が濁流にのまれ、またそれまで渤海に注いでいた黄河の河道が南へ大きく遷って南の淮河に合流し、黄海へと流れ込むようになった。
オランダは洪水線と呼ばれる防御戦術を多用した。1672年にオランダ侵略戦争が起きてフランス軍が侵攻し国土の大部分が占領されると、アムステルダム南東15 kmにあるマイデンの水門を開いてワール川からゾイデル海に達する幅平均5 km、長さ80 kmに及ぶ細長い地域を冠水させ、フランス軍を足止めした。
イギリス軍はダムを破壊して意図的に洪水を起こすチャスタイズ作戦を実行した。
2022年ロシアのウクライナ侵攻では、ロシアとウクライナ双方がドニエプル川に架かるカホフカ水力発電所の取水ダムを破壊、洪水を発生させる可能性を指摘した。
2023年6月6日、ダム破壊は現実的なものとなりカホフカダムが決壊、下流域に大きな被害が出た。ダムを破壊した当事者や経緯、目的などは明らかにされていない。